# Baron Sanderson
Baron Sanderson war ein erblicher britischer Adelstitel, der zweimal in der Peerage of the United Kingdom verliehen wurde.

## Verleihungen
Erstmals wurde der Titel Baron Sanderson, of Armthorpe in the County of York, am 20. Dezember 1905 für den Beamten Sir Thomas Henry Sanderson geschaffen. Der Titel erlosch bei dessen kinderlosem Tod am 21. März 1923.
In zweiter Verleihung wurde der Titel Baron Sanderson, of Hunmanby in the County of York, am 18. Juni 1930 für den Akademiker und Politiker Henry Sanderson Furniss geschaffen und erlosch bei dessen kinderlosem Tod am 25. März 1939. 

## Liste der Barons Sanderson

### Barons Sanderson, erste Verleihung (1905)
- Thomas Henry Sanderson, 1. Baron Sanderson (1841–1923)

### Barons Sanderson, zweite Verleihung (1930)
- Henry Sanderson Furniss, 1. Baron Sanderson (1868–1939)